# Kung Lao

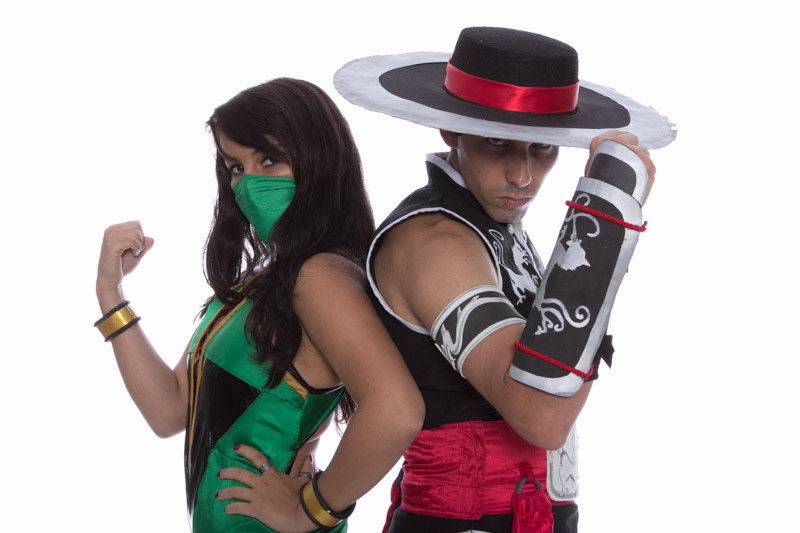
Déguisements de Jade (à gauche) et Kung Lao (à droite), deux personnages de Mortal Kombat II

Kung Lao est un personnage fictif de jeu vidéo dans la série des jeux vidéo de combat Mortal Kombat. Il a fait sa première apparition dans Mortal Kombat II. C'est également l'un des personnages principaux jouables du spin-off Mortal Kombat: Shaolin Monks.
Selon le cocréateur de la série, John Tobias, Kung Lao est inspiré de Goldfinger, film de la saga James Bond sorti en 1964 dans lequel un des principaux antagonistes, Oddjob utilise son chapeau comme une arme mortelle.
Il est parodié dans le jeu Divekick sous le nom de Kung Pao.